# Original Album Collection
Original Album Collection kompilacijski je album hrvatskog skladatelja, tekstopisca i glazbenika Dina Dvornika, koji izlazi 2014. g.
Objavljuje ga diskografska kuća Croatia Records, sadrži pedeset pet skladbi na 5 CD-ova, a njihovi producenti su Dino Dvornik, Dragan Čačinović, Dragan Lukić Luky i Željko Banić.
Materijal na albumu sastoji se od pet prvih albuma Dina Dvornika, koji su obilježili Dinovu karijeru te su također i najuspješniji i najprodavaniji Dinovi albumi.
"Original Album Collection" Dina Dvornika se također može pronaći u Croatia Records trgovinama te na njihovom online shopu.

## Popis CD-ova
1. "Dino Dvornik" p&c (Jugoton, 1989.)
  - studijski album (8 skladbi)
2. "Kreativni nered" p&c (Jugoton, 1990.)
  - studijski album (11 skladbi)
3. "Priroda i društvo" p&c (Croatia Records, 1993.)
  - studijski album (11 skladbi)
4. "Live In München" p&c (Croatia Records, 1995.)
  - koncertni album (11 skladbi)
5. "Enfant terrible" p&c (Croatia Records, 1997.)
  - studijski album (14 skladbi)

## Vanjske poveznice
- discogs.com - Dino Dvornik - Original Album Collection